# Colegiul Național Militar „Tudor Vladimirescu” din Craiova
Colegiul Național Militar „Tudor Vladimirescu” este o instituție militară de învățământ secundar superior (liceal) din Municipiul Craiova. Liceul a fost înființat la 1 septembrie 1881 ca Școala Fiilor de Militari din Craiova, fiind al doilea liceu militar înființat, după cel de la Iași (1872). Ca patroni ai instituției de învățământ au fost aleși Sfinții Împărați Constantin și Elena.
La 20 august 1902 Școala Fiilor de Militari a fost transformată în Gimnaziul Fiilor de Militari „D.A. Sturdza”. Numele i-a fost schimbat din nou, la 1 aprilie 1914, în Liceul Militar „D.A. Sturdza”.
În perioada Primului Război Mondial clădirea sa a fost transformată în spital militar, iar liceul a fost evacuat la Iași. Aici a funcționat în aceeași clădire cu Școala Fiilor de Militari din Iași, reîntorcându-se la Craiova în anul 1918.
În Perioada Interbelică, în timpul în care comandant era colonelul Gheorghe Urziceanu, liceului i s-a construit o clădire nouă. După moartea elevului său Amilcar Săndulescu, fiu al Eroului Necunoscut, instituția a preluat monumentul său funerar.
A fost desființat în anul 1948, fiind reînființat în 1978 sub numele de Liceul Militar „Tudor Vladimirescu” și din nou desființat în 1998, pentru ca în anul 2016 instituția să reapară ca și Colegiul Național Militar „Tudor Vladimirescu”.

## Absolvenți, personalități militare și civile
- Amilcar Săndulescu, elev fruntaș furier în clasa I a liceului, care, în 1923  a fost selecționat din întreaga Românie, pentru a alege sicriul cu osemintele Eroului Necunoscut.